# Ardisia tarariae
Ardisia tarariae är en viveväxtart som beskrevs av C.L. Lundell. Ardisia tarariae ingår i släktet Ardisia och familjen viveväxter. Inga underarter finns listade i Catalogue of Life.